# Дедпул (фільм)
«Дедпул» (англ. Deadpool) — американський супергеройський комедійний фільм, заснований на однойменному персонажі коміксів Marvel. Режисером виступив дебютант Тім Міллер. Це восьмий фільм кіносерії про Людей Ікс. У головних ролях — Раян Рейнольдс, Морена Баккарін, Ед Скрейн, Джина Карано і Ті Джей Міллер. За сюжетом фільму після експерименту, який надає Вейду Вілсону нові здібності, Вілсон починає полювання на людину, котра ледве його не вбила, потрапляючи щохвилі в комічні ситуації. Автори піджартовують з усіх можливих стереотипів і ситуацій у доволі саркастичній і ризикованій манері, не обмежуючи себе в словах і темах.
У лютому 2004 року розробку фільму почала компанія New Line Cinema. Однак, у березні 2005 року New Line Cinema виставила фільм на продаж, а 20th Century Fox ним зацікавилась. У травні 2009 року 20th Century Fox найняла сценаристів, а в квітні 2011 року призначила Міллера режисером. Основні зйомки почалися у Ванкувері (Канада) в березні 2015 року.
Вихід «Дедпула» в Україні у широкий кінопрокат відбувся 11 лютого 2016 року, у Північній Америці відбувся 12 лютого 2016 року.

## Сюжет
Фільм починається з того, що Дедпул їде в таксі до якогось місця, щоб здійснити помсту. Він жартує з водієм, але раптом помічає, що не взяв сумку зі зброєю і боєприпасами, маючи при собі тільки два пістолети. В нього є тільки 12 патронів, з якими Дедпул зустрічає свого кривдника і влаштовує стрілянину посеред автотраси. Тим часом в школі професора Ксав'єра мутанти Колос і Надзвукова (люди X) дізнаються з новин про цю витівку Дедпула.
Дедпул проявляє свої здібності до регенерації, миттєво лікуючись від ран. Він натрапляє на Френсіса, мутанта, що несприйнятливий до болю і є винним за його потворний вигляд під маскою. В цей час Дедпул ламає четверту стіну, звертаючись до глядачів і говорячи, що він ніякий не герой. Дія переноситься на два роки в минуле, коли Дедпул був Вейдом Вілсоном — колишнім спецпризначенцем, який тепер підробляє найманцем в Нью-Йорку. У місцевому барі свого друга Горностая Вейд зустрічає повію Ванессу Карлайл, з якою у нього зав'язуються романтичні стосунки. Через рік Вейд робить Ванессі пропозицію, і вона погоджується. Раптово Вейд непритомніє і наступного дня в нього діагностують рак в останній стадії. Ванесса просить Вейда залишитися з нею, але той не хоче, щоб вона бачила його смерть.
У барі Горностая, Вейда знаходить рекрутер із секретної програми, що пропонує експериментальне лікування раку. Вербувальник обіцяє крім того наділити Вейда надлюдськими здібностями, адже він колишній спецпризначенець і може пригодитися державі. Заради Ванесси Вейд погоджується на експерименти.
Дія переноситься в сучасність, де прибувають Колос і Надзвукова, зриваючи план Дедпула. Френсіс тікає, а Колос приковує його наручниками до своєї руки. Щоб втекти, Дедпул відпилює власну кисть та падає у вантажівку зі сміттям.
Тепер, дія переноситься в минуле. Рік тому Вейд зустрічає главу програми, мутанта Аякса і його підручну, Енджел Даст. Аякс вводить Вілсону сироватку-мутаген, яка при стресі активізує його мутантні гени. Задля стресу Аякс багато днів катує Вейда, але безрезультатно. Одного разу Вейд дізнається справжнє ім'я Аякса (Френсіс Фріман) і насміхається з нього. Аякс за це поміщає його до герметичної камери, яка постійно автоматично знижує рівень кисню майже до моменту непритомності, після чого кисень повертається. Перед цим Аякс розкриває Вейду справжню мету програми: наділяти людей суперздібностями, роблячи рабами для різних специфічних завдань. В камері тортур починається активація мутантних генів Вейда, він виліковується від раку, однак набуває спотвореного вигляду. Він придумує підпалити джерело кисню, що викликає вибух і пожежу. Вейд вступає в сутичку з Аяксом, котрий говорить, що зможе повернути йому звичайний вигляд. Аякс залишає його вмирати в палаючій лабораторії, не знаючи, що Вейд отримав здатність до регенерації. Той вибирається зі згарища і повертається до Горностая, ховаючи спотворене обличчя під капюшоном.
Після бесіди з Горностаєм Вейд вирішує знайти Аякса і змусити його повернути собі колишній вигляд. Він бере собі ім'я Дедпул (від Dead Pool — смертельний тоталізатор в барі Горностая) і береться шукати Аякса/Френсіса. Полюючи на його прибічників, Дедпул шиє собі костюм, поступово доробляючи його, і селиться зі сліпою старою жінкою Ел. Протягом року Дедпул вистежує і вбиває багатьох поплічників Аякса й дізнається де той буде, та Колос із Надзвуковою все псують.
Повернувшись до Ел, Дедпул відрощує собі нову руку і згодом наважується підійти до Ванесси і розповісти все про себе. Та її викрадають Аякс і Енджел Даст, які пропонують повернути її, якщо Дедпул прийде на списаний корабель, що стоїть на звалищі. Розуміючи, що це пастка, Вейд вмовляє Колоса і Надзвукову допомогти йому, і вони приїжджають на звалище. Цього разу Дедпул бере сумку з набоями і наймає того самого таксиста. Колос і Надзвукова вступають в битву з Енджел Даст, в той час як Дедпул пробивається до Аякса на корабель, котрий помістив Ванесу до такої ж камери, де катував Вейда. Рятуючи Колоса, Надзукова випадково знищує опори корабля, і він починає кренитися на бік. Ванесса гнівається на нього, оскільки той рік нічого не повідомляв про себе. Дедпул придумує скористатися камерою аби врятувати Ванессу від смертельного падіння з корабля. Аякс розкриває правду, що зовнішність Дедпула виправити не можна, і Вейд, незважаючи на прохання Колоса залишити його живим, вбиває лиходія. Ванесса вибачає Вейда, а той після вагань показує їй своє понівечене обличчя, але вона приймає його й таким. Колос говорить моралізаторську вимову про те, що для того, щоб бути героєм, не потрібно щодня когось рятувати, героєм може зробити і один вчинок, але Дедпул зупиняє його. Дедпул вмикає на своєму смартфоні романтичну музику, обнімаючись із Ванессою.

## У ролях
| Роль                       | Актор               | Актор дубляжу             |
| Вейд Вілсон/Дедпул         | Раян Рейнольдс      | Дмитро Гаврилов           |
| Ванесса Карлайл            | Морена Баккарін     | Наталя Романько-Кисельова |
| Аякс (Френсіс)             | Ед Скрейн           | Андрій Мостренко          |
| Горностай                  | Ті Джей Міллер      | Дмитро Сова               |
| Енджел Даст                | Джина Карано        | Катерина Башкіна-Зленко   |
| Надзвукова Боєголовка      | Бріанна Гільдебранд | Антоніна Хижняк           |
| Колос                      | Стефан Капічіч      | Кирило Нікітенко          |
| Депіндер, таксист          | Каран Соні          | Павло Скороходько         |
| Сліпа Ел                   | Леслі Аггамс        | Ольга Радчук              |
| Рекрутер                   | Джед Різ            | Андрій Альохін            |
| Мерчент (замовник піци)    | Кайл Кессі          | Роман Чорний              |
| Джеремі (хлопець із піцою) | Стайл Дейн          | Юрій Сосков               |
| Девід Канінгем             | Г'ю Скотт           | Дмитро Вікулов            |
| Хлопчик                    | Шон Квон            | Дмитро Зленко             |
| Конферансьє в стрип-клубі  | Стен Лі             | Владислав Пупков          |

## Виробництво

### Розробка
-Продюсер Саймон Кінберг про місце Дедпула в серії фільмів про Людей Ікс
У лютому 2004 року New Line Cinema мала намір запустити у виробництво фільм про Дедпула зі сценаристом / режисером Девідом С. Гойєром і з Райаном Рейнольдсом в головній ролі. Але вже в серпні Гойєр втратив інтерес і зайнявся іншими проектами. У березні 2005 року 20th Century Fox зацікавилася у створенні фільму після того, як New Line Cinema виставила проект на продаж. Студія обмірковувала спін-офф про Дедпула під час розробки фільму «Люди-Х: Росомаха», в якому роль цього персонажа зіграв Рейнольдс. Після успішних касових зборів за перші вихідні дні фільму «Люди Ікс: Початок. Росомаха» студія оголосила про роботу над «Дедпулом» з Лорен Шулер Доннер як продюсером. Доннер заявила, що хоче перезавантажити історію персонажу та проігнорувати попередній фільм з ним. Вона також зазначила, що Дедпул матиме відмінну рису, яка у персонажа є в коміксах, таку як руйнування четвертої стіни. У січні 2010 року Ретт Різ і Пол Вернік були найняті для написання сценарію. У липні 2010 року Роберту Родрігесу була відправлена рання версія сценарію. Після того, як переговори з Родрігесом провалилися, головним претендентом на посаду режисера став Адам Берг. У квітні 2011 року як режисер був найнятий фахівець з візуальних ефектів Тім Міллер. Наприкінці липня 2014 в мережу був викладений тестовий ролик зі спецефектами і голосом Рейнольдса, створений до фільму в 2012 році. Наступного дня цей ролик був офіційно викладений в мережу компанією Blur Studio, яка його створила. У вересні 2014 року у зв'язку з позитивними відгуками на ролик, фільм отримав дату прем'єри в США — 12 лютого 2016.
У жовтні 2014 року продюсер Саймон Кінберг сказав, що фільм буде частиною загального кінематографічного всесвіту про Людей Ікс.

### Кастинг
У грудні 2014 року було підтверджено, що Рейнольдс повернеться до ролі Вейда Вілсона / Дедпула. У січні 2015 року Ті Джей Міллер і Ед Скрейн вели переговори щодо участі у фільмі. У лютому 2015 до акторського складу увійшли Ті Джей Міллер, Морена Баккарін і Джина Карано в ролі Енджел Даст. Тейлор Шиллінг, Крістал Рід, Ребекка Ріттенхаус, Сара Грін і Джессіка Де Гоу також розглядалися на роль, яку згодом отримала Баккарін. У березні 2015 року стало відомо, що Міллер зіграє Горностая, а Баккарін — Ванессу.

### Зйомки
Основні зйомки почалися 23 березня 2015 року в Ванкувері (Канада).

## Касові збори
«Дедпул» зібрав 363,1 млн доларів у США та Канаді та 420 млн доларів в інших країнах, загалом 783,1 млн доларів при бюджеті 58 млн доларів. Фільм побив багато рекордів за зборами у перший вікенд по всьому світу і став найкасовішим фільмом про Людей Ікс, а також шостим найкасовішим фільмом 2016 року. Видання Deadline Hollywood підрахувало, що чистий прибуток фільму склав 322 мільйони доларів США, якщо врахувати всі витрати та доходи фільму, що робить його другим найприбутковішим релізом 2016 року. Обговорюючи потенційні причини несподіваного успіху фільму, сайт виділив його маркетингову кампанію. Він також став найкасовішим фільмом з рейтингом R усіх часів, потіснивши «Матрицю: Перезавантаження».

## Нагороди й номінації
| Список нагород і номінацій     | Список нагород і номінацій | Список нагород і номінацій           | Список нагород і номінацій                         | Список нагород і номінацій | Список нагород і номінацій |
| Кінопремія                     | Дата церемонії             | Категорія                            | Номінант(и)                                        | Результат                  | Дж                         |
| ------------------------------ | -------------------------- | ------------------------------------ | -------------------------------------------------- | -------------------------- | -------------------------- |
| Кінопремія «Вибір критиків»    | 11 грудня 2016             | Найкращий екшн                       | «Дедпул»                                           | Номінація                  | [ 36 ]                     |
| Кінопремія «Вибір критиків»    | 11 грудня 2016             | Найкраща чоловіча роль в екшні       | Раян Рейнольдс                                     | Номінація                  | [ 36 ]                     |
| Кінопремія «Вибір критиків»    | 11 грудня 2016             | Найкраща комедія                     | «Дедпул»                                           | Перемога                   | [ 36 ]                     |
| Кінопремія «Вибір критиків»    | 11 грудня 2016             | Найкраща чоловіча роль у комедії     | Раян Рейнольдс                                     | Перемога                   | [ 36 ]                     |
| Премія Гільдії продюсерів США  | 28 січня 2017              | Найкращий продюсер фільму            | Лорен Шулер Доннер, Саймон Кінберг, Раян Рейнольдс | Номінація                  | [ 37 ]                     |
| Премія Гільдії режисерів США   | 4 лютого 2017              | Найкращий режисер-дебютант           | Тім Міллер                                         | Номінація                  | [ 38 ]                     |
| Премія Гільдії сценаристів США | 19 лютого 2017             | Найкращий адаптований сценарій       | Ретт Різ, Пол Вернік                               | Номінація                  | [ 39 ]                     |
| Премія «Золотий глобус»        | 8 січня 2017               | Найкращий фільм — комедія або мюзикл | «Дедпул»                                           | Номінація                  | [ 40 ] [ 41 ]              |
| Премія «Золотий глобус»        | 8 січня 2017               | Найкращий актор (комедія або мюзикл) | Раян Рейнольдс                                     | Номінація                  | [ 40 ] [ 41 ]              |